# Box-office Italie 1948
Cet article traite du box-office de l'année 1948 en Italie.

## Les 10 premiers
Les films sont classés selon les recettes réelles de la Société italienne des auteurs et éditeurs (SIAE, Società Italiana degli Autori ed Editori), fournies par les volumes Platea in piedi exprimées en lires italiennes,. Lorsque les données SIAE pour le nombre d'entrées ne sont pas disponibles, les recettes réelles ont été divisées par le prix moyen du billet estimé à 73 lires en 1948.
| Rang | Titre                       | Pays                | Réalisateur           | Recettes Italie (lires) | Entrées Italie |
| ---- | --------------------------- | ------------------- | --------------------- | ----------------------- | -------------- |
| 1    | Arènes en folie             | Drapeau de l'Italie | Mario Mattoli         | 371 250 000             | 5 085 616      |
| 2    | Le Héros de la rue          | Drapeau de l'Italie | Carlo Borghesio       | 303 000 000             | 4 150 685      |
| 3    | Les Années difficiles       | Drapeau de l'Italie | Luigi Zampa           | 294 600 000             | 4 035 616      |
| 4    | Totò au Tour d'Italie       | Drapeau de l'Italie | Mario Mattoli         | 289 750 000             | 3 969 178      |
| 5    | Le Voleur de bicyclette     | Drapeau de l'Italie | Vittorio De Sica      | 252 000 000             | 3 452 055      |
| 6    | Le Juif errant              | Drapeau de l'Italie | Goffredo Alessandrini | 218 750 000             | 2 996 575      |
| 7    | Une nuit de folie à l'opéra | Drapeau de l'Italie | Mario Costa           | 217 500 000             | 2 979 452      |
| 8    | Sans pitié                  | Drapeau de l'Italie | Alberto Lattuada      | 201 250 000             | 2 756 849      |
| 9    | Monaca santa                | Drapeau de l'Italie | Guido Brignone        | 190 000 000             | 2 602 740      |
| 10   | Sous le soleil de Rome      | Drapeau de l'Italie | Renato Castellani     | 188 750 000             | 2 585 616      |